# ¡Qué hermanita!
¡Qué hermanita!  es una película en blanco y negro de Argentina dirigida por Kurt Land sobre el guion de Ariel Cortazzo según el argumento de Jean Boyer que se estrenó el 16 de febrero de 1951 y que tuvo como protagonistas a Olga Zubarry, Gregorio Barrios, Amelita Vargas, Juan Carlos Mareco y Nélida Romero. Es una nueva versión de La traviesa millonaria –Ma soeur du lait, película de Francia dirigida por Jean Boyer en 1938.

## Sinopsis
La admiradora de un cantor hace lo posible por verlo y estar con él.

## Reparto
- Olga Zubarry ... Mónica Cortez
- Gregorio Barrios ... Eduardo Aldabe
- Amelita Vargas ... Pamela Moon
- Juan Carlos Mareco ... Tito
- Nélida Romero ... Mucama
- Francisco Pablo Donadío ... Don Patricio Cortez
- Santiago Rebull ... Luciano (mayordomo)
- Amalia Bernabé ... Sta Estivi (gobernanta de Mónica)
- Juan Carlos Thorry …cameo
- Marcos Zucker ... Locutor de radio
- Max Citelli
- Beatriz Día Quiroga
- Anita Beltrán
- Pilar Gómez ... Doña María (nodriza de Eduardo)
- Marta González

## Comentarios
Para Noticias Gráficas es una película “amable, limpia, de ritmo apropiado” en tanto para Manrupe y Portela “sólo se destacan algunos boleros de Barrios, y Zubarry fracasa en la comedia”.
Por su parte la crónica de Crítica dijo :

”La intrascendencia alcanza alta graduación…Amelita Vargas y Nélida Romero destacan su presencia en personajes adecuados… ( Kurt Land ) muy despreocupado de los intérpretes.”